# Fight Da!! Pyūta
Fight Da!! Pyūta (jap. ファイトだ!! ピュー太, auch Fight! Puter) ist eine Anime-Fernsehserie von 1968. Sie basiert lose auf dem Manga Doctor Tsuriri von Tsunezō Murotani, der in Japan im Magazin Shōnen Sunday bei Shogakukan erschien. Das Werk ist in die Genres Comedy, Science-Fiction und Shōnen einzuordnen.

## Inhalt
Der Junge Pyuta Imano hilft seinem Großvater, Professor Tsulury (Tsuriri), bei seinen Experimenten. Mit diesen sucht er ein Mittel, den bösen Walther VII und seinen Gehilfen Glocky aufzuhalten, die die Weltherrschaft an sich reißen wollen. Doch bei einem der Experimente kommt es zu einem Unfall. So kommt es, dass Pyutas Gehirn durch einen Supercomputer ausgetauscht werden muss. Mit seinen so erworbenen übernormalen geistigen Fähigkeiten nimmt Pyuta den Kampf gegen die Bösewichter auf. Walther VII handelt dabei auf Betreiben eines Computers, der von den Geistern seiner Vorfahren beseelt ist. Nachdem seine Eroberungspläne von Pyuta durchkreuzt wurden, wird er stets von den Geistern seiner Vorfahren bestraft. In jeder Folge trifft Pyuta auf das Mädchen Kakko-chan, das stets eine andere Rolle einnimmt und Pyuta dabei immer wieder aufs neue kennenlernt.

## Produktion und Veröffentlichung
Die Fernsehserie entstand beim Studio Hōsō Dōga Seisaku unter der Regie von Hiroe Mitsunobu, Jun Nagasawa und Kunitoshi Shiraishi. Sie wurde wie damals alle Animeserien in Schwarzweiß produziert. Hauptautor war Yoshitake Suzuki, der die Figur des Tsulury/Tsuriri aus der gleichnamigen Mangaserie von Tsunezo Murotani entlieh und die Figur des Pyuta dazuerfand, die er zum Protagonisten machte. Die künstlerische Leitung lag bei Takao Kodama. Die Musik komponierte Hiroaki Hagiwara und für den Vorspann wurde das Lied Fight Da!! Pyuta (ファイトだ!!ピュー太) von Four Jets verwendet. Dessen Instrumentalversion wurde unter den Abspann gelegt. Während der Folgen wird das Lied Pyuta Guruguru Song Dare ga Shuyaku da (ピュー太ぐるぐるソング だれが主役だ?) eingesetzt, gesungen von Makiko Ito, Takeshi Sagami, Kyōji Kobayashi, Keiroku Seki und Masako Sugaya.
Die 26 je 25 Minuten langen Folgen wurden vom 6. April bis 28. September 1986 von MBS in Japan ausgestrahlt. Der Sendeplatz lag zwischen 19:30 Uhr und 20:00 Uhr.
| Rolle             | Japanische Stimme |
| ----------------- | ----------------- |
| Pyuta Imano       | Sugaya Masako     |
| Professor Tsulury | Seki Keiroku      |
| Walther VII       | Kobayashi Kyōji   |
| Glocky            | Sagami Takeshi    |

## Manga
Tsunezō Murotani adaptierte die Serie, die wiederum lose auf seinen Manga Doctor Tsuriri (ドクター・ツルリ) basiert, ebenfalls als Manga. Dieser erschien parallel zur Serie im Magazin Bessatsu Shōnen Sunday.